# Hasbrouck Heights
Hasbrouck Heights es un borough ubicado en el condado de Bergen en el estado estadounidense de Nueva Jersey. En el año 2000 tenía una población de 11.662 habitantes y una densidad poblacional de 2,981.9 personas por km².

## Geografía
Hasbrouck Heights se encuentra ubicado en las coordenadas 40°51′46″N 74°4′30″O / 40.86278, -74.07500.

## Demografía
Según la Oficina del Censo en 2000 los ingresos medios por hogar en la localidad eran de $64,529 y los ingresos medios por familia eran $75,032. Los hombres tenían unos ingresos medios de $51,328 frente a los $40,570 para las mujeres. La renta per cápita para la localidad era de $29,626. Alrededor del 4.2% de la población estaba por debajo del umbral de pobreza.